# Herminins
Els herminins (Herminiinae) són una subfamília de lepidòpters ditrisis de la família dels erèbids ( Erebidae).
La majoria de les erugues d'aquesta subfamília s'alimenten de fulles mortes, encara que n'hi ha altres que s'alimenten de fulles vives.

## Taxonomia
La subfamília havia estat anteriorment tractada com una família separada, Herminiidae, o com una subfamília de la família Noctuidae.
L'anàlisi filogenètic ha determinat que Herminiinae està molt estretament relacionada amb la subfamília Aganainae d'Erebidae.

## Gèneres
- Aristaria
- Bleptina
- Carteris
- Chytolita
- Drepanopalpia
- Herminia
- Hydrillodes
- Hypenula
- Idia
- Lascoria
- Macristis
- Macrochilo
- Nodaria
- Orectis
- Palthis
- Paracolax
- Phalaenophana
- Phalaenostola
- Phlyctaina
- Physula
- Polypogon
- Reabotis
- Redectis
- Rejectaria
- Renia
- Simplicia
- Tetanolita
- Zanclognatha

## Galeria d'espècies

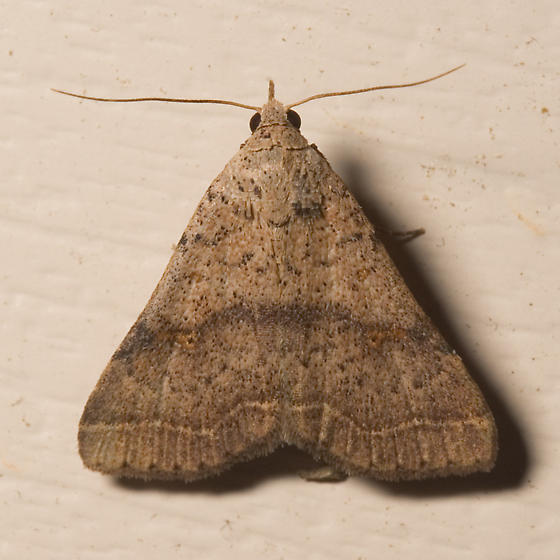
Bleptina caradrinalis
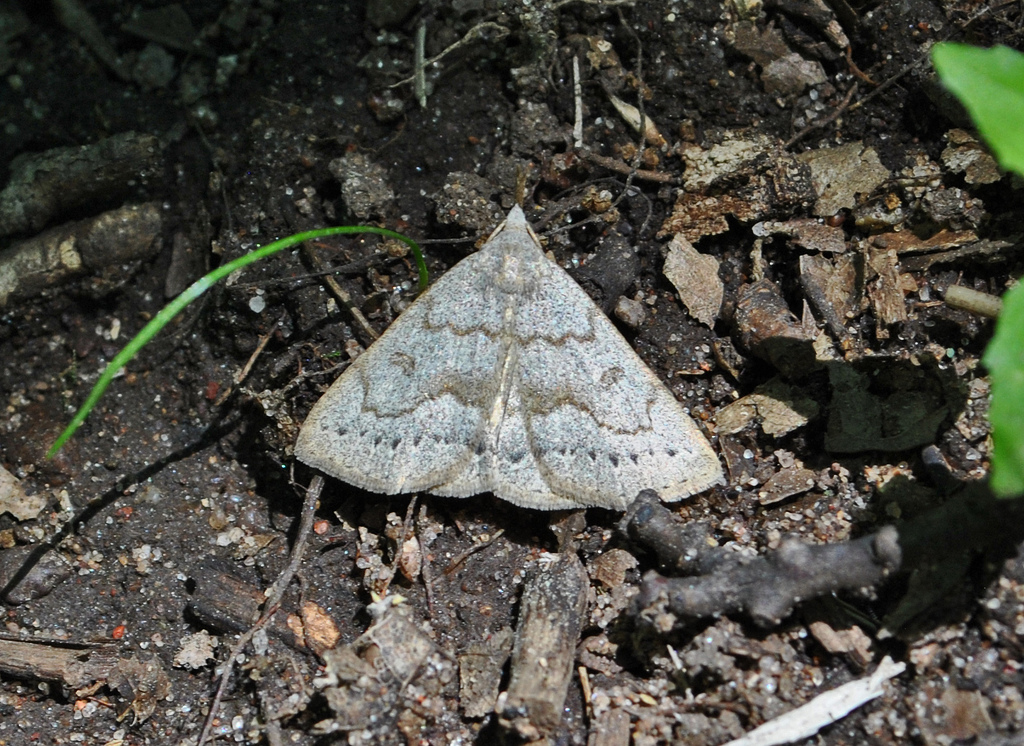
Chytolita morbidalis
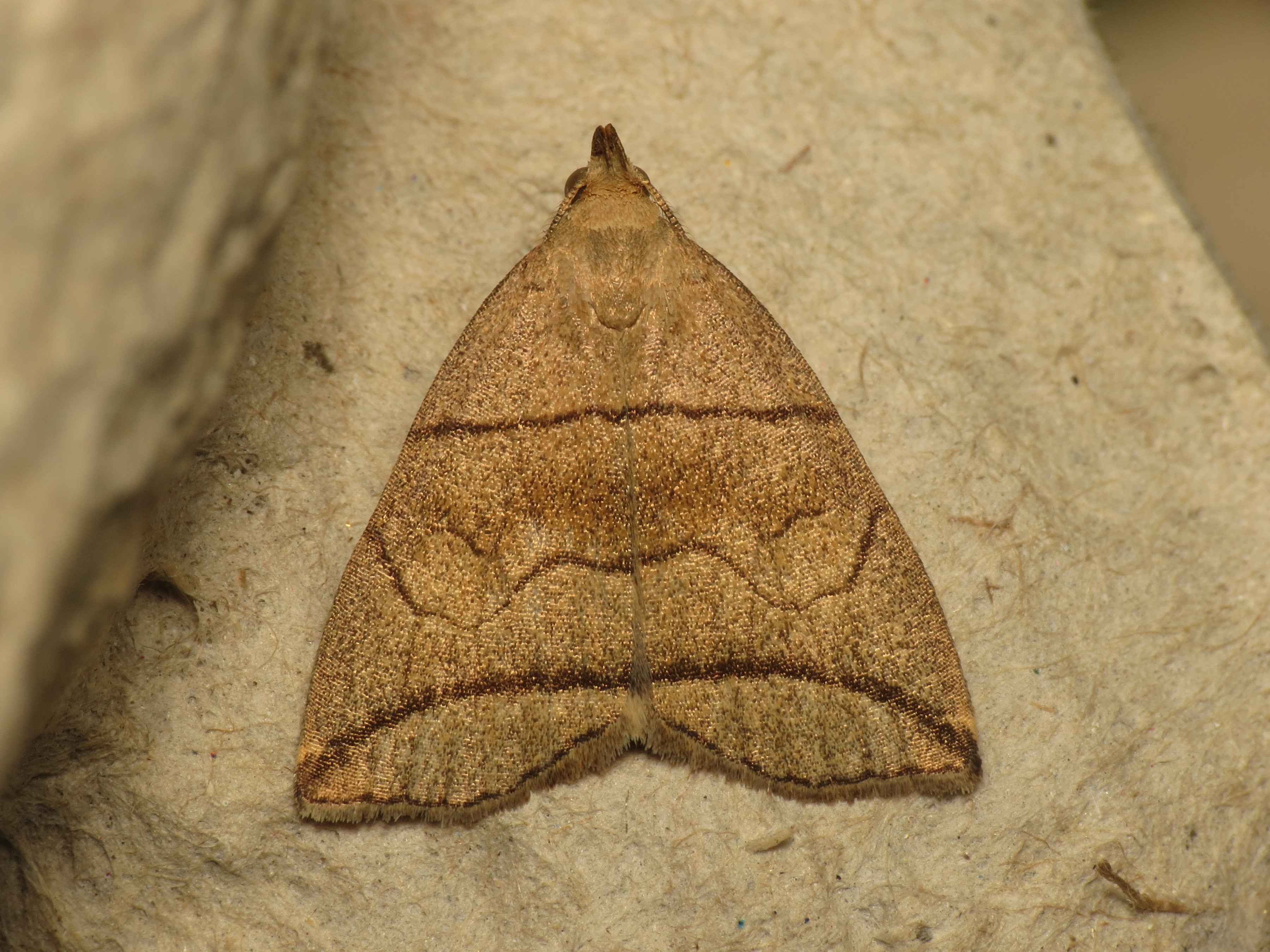
Herminia grisealis
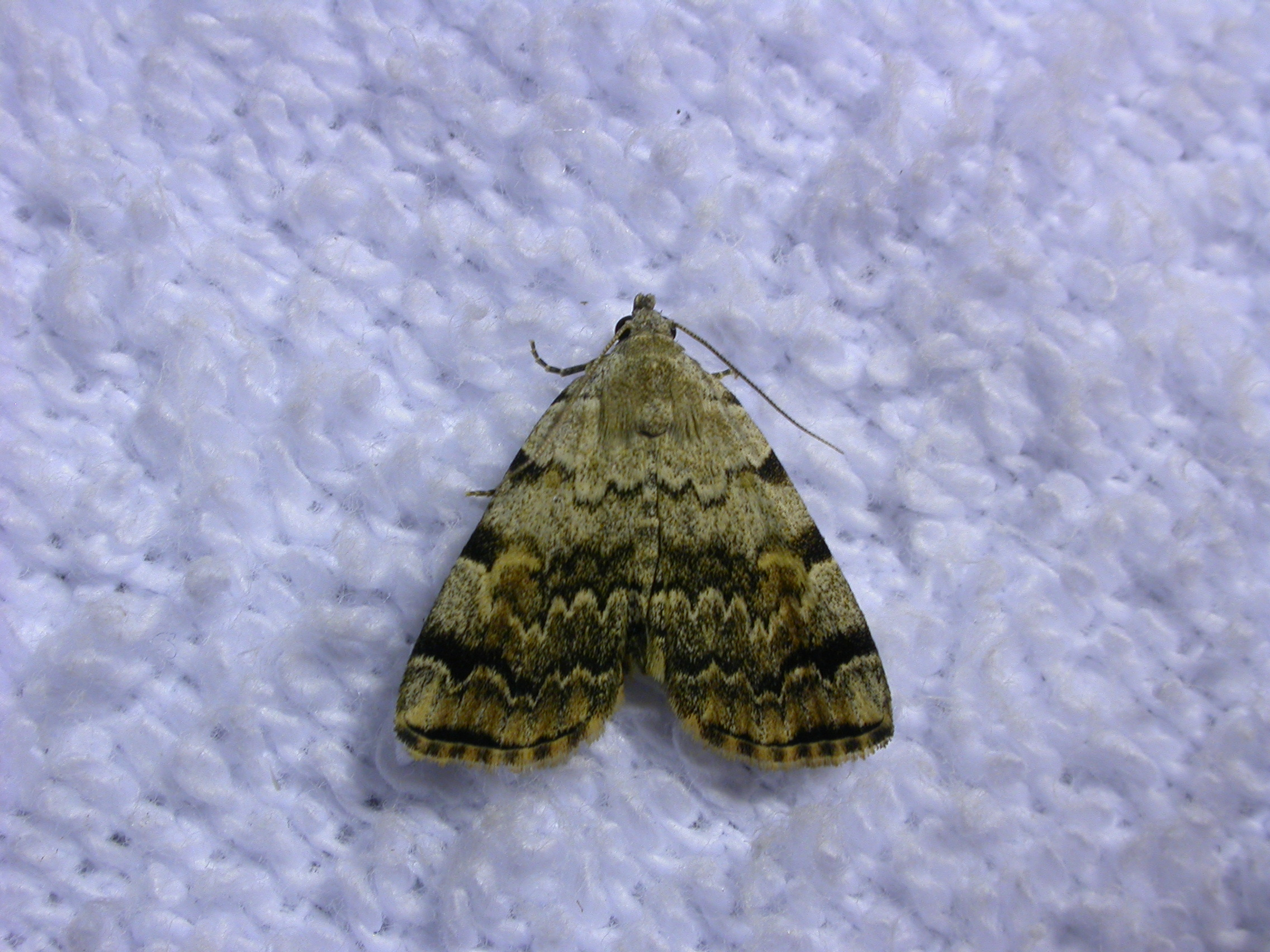
Idia americalis
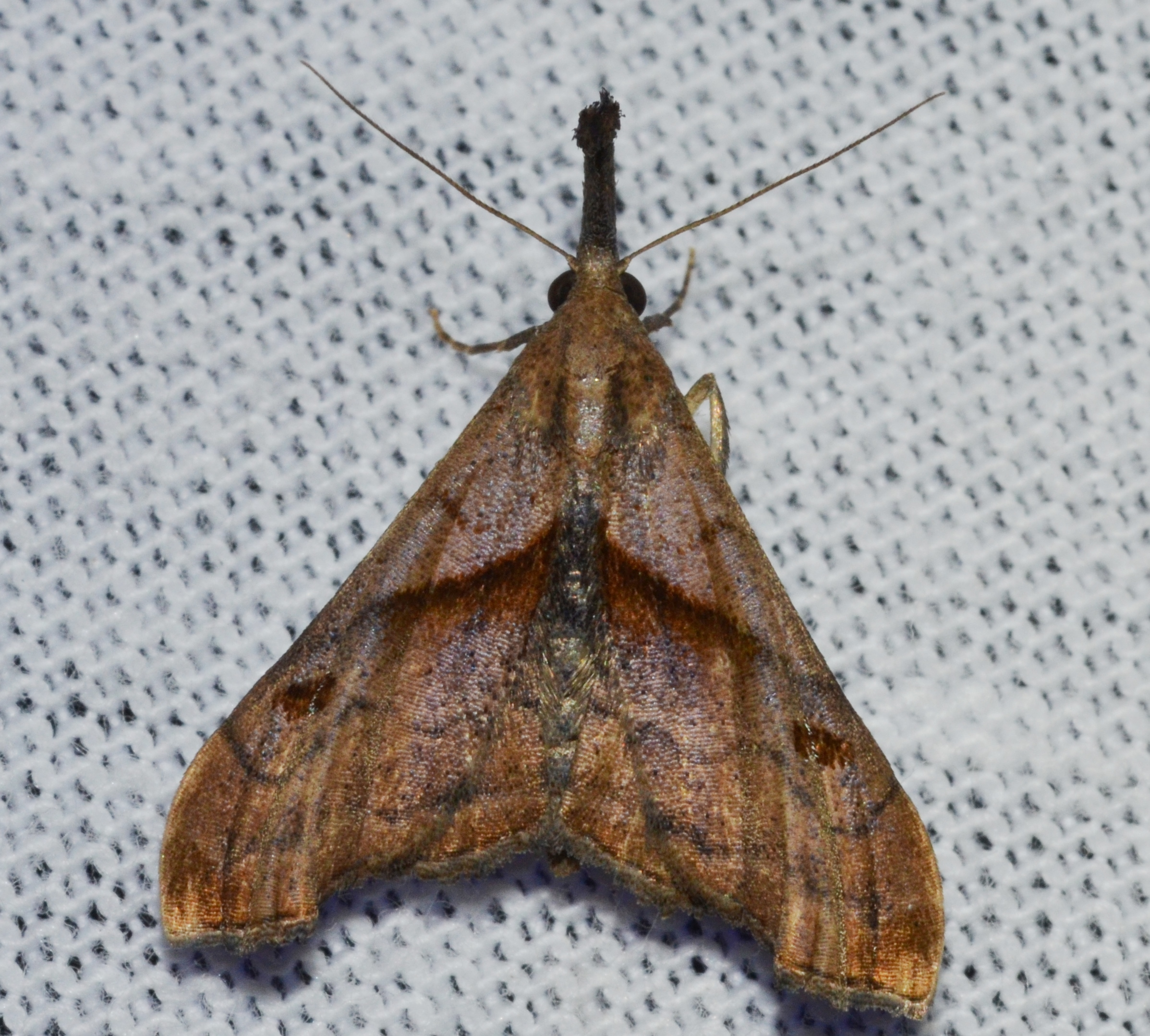
Palthis angulalis
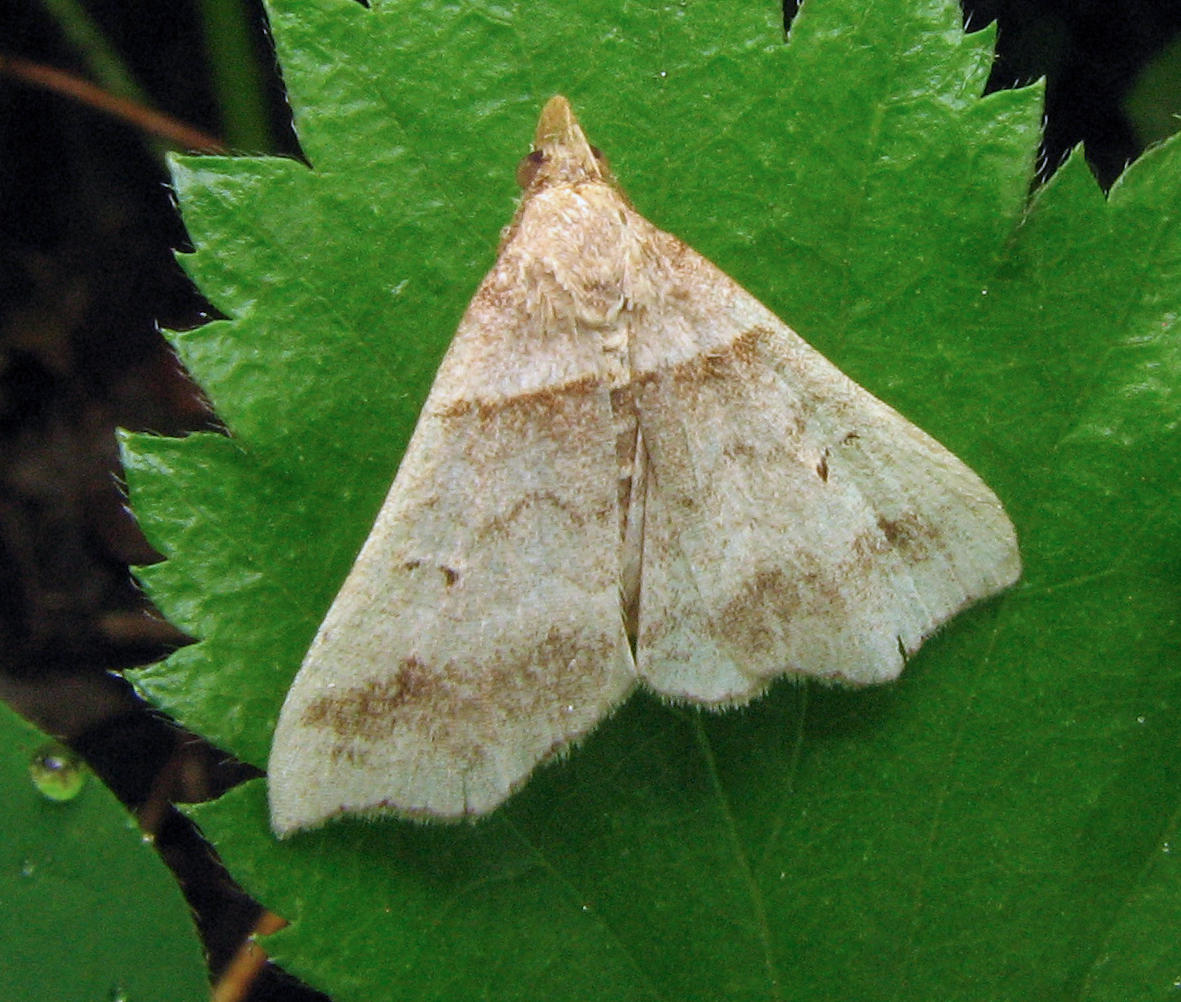
Phalaenophana pyramusalis
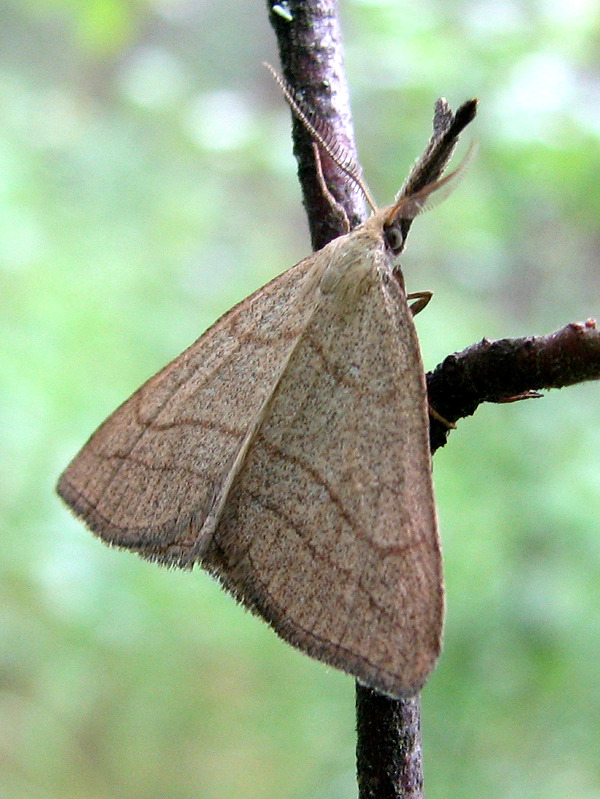
Polypogon tentacularius
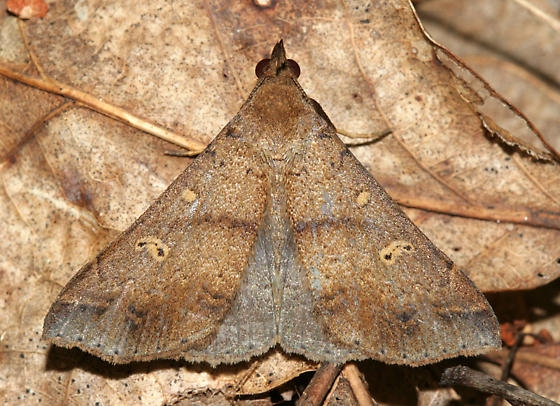
Renia discoloralis
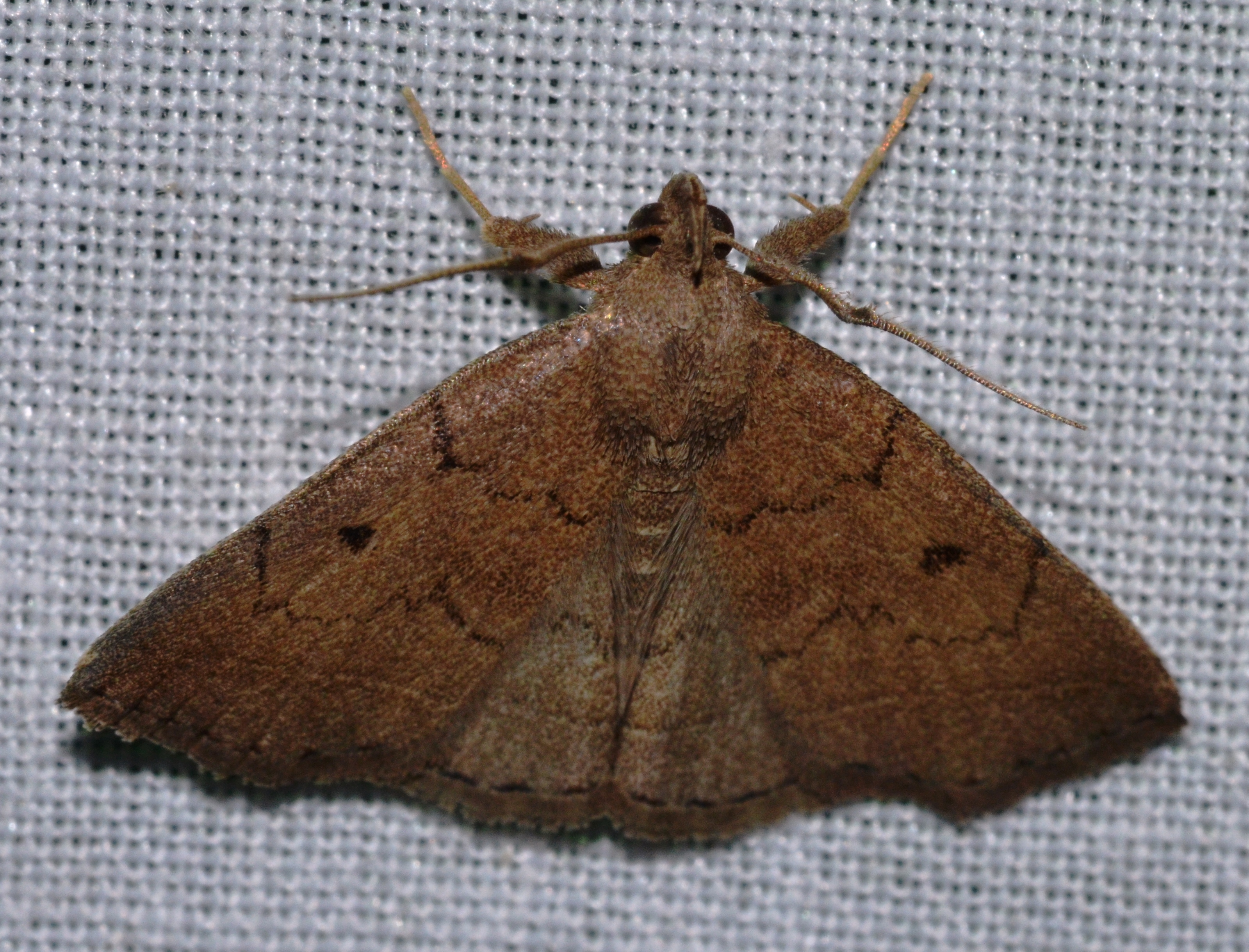
Zanclognatha protumnusalis